# Países Bajos en los Juegos Paralímpicos de Lillehammer 1994
Los Países Bajos estuvieron representados en los Juegos Paralímpicos de Lillehammer 1994 por seis deportistas, cinco hombres y una mujer.

## Medallistas
El equipo paralímpico neerlandés obtuvo las siguientes medallas:
| Nombre               | Deporte        | Evento                               |
| -------------------- | -------------- | ------------------------------------ |
| Oro                  |                |                                      |
| Marjorie van de Bunt | Biatlón        | 7,5 km LW2-9 femenino                |
| Plata                |                |                                      |
| —                    |                |                                      |
| Bronce               |                |                                      |
| Marjorie van de Bunt | Esquí de fondo | 5 km estilo clásico LW6/8/9 femenino |
| Marjorie van de Bunt | Esquí de fondo | 5 km estilo libre LW6/8/9 femenino   |
| Marjorie van de Bunt | Esquí de fondo | 15 km LW6/8/9 femenino               |